# Dysmicoccus waustensis
Dysmicoccus waustensis är en insektsart som beskrevs av Qin och Penny J. Gullan 1990. Dysmicoccus waustensis ingår i släktet Dysmicoccus och familjen ullsköldlöss. Inga underarter finns listade i Catalogue of Life.